# تپه عباسلو
تپه عباسلو مربوط به هزاره ۴ و ۳ قبل از میلاد است و در شهرستان ساوه، بخش مرکزی ، روستای بندچای واقع شده و این اثر در تاریخ ۲۲ فروردین ۱۳۵۶ با شمارهٔ ثبت ۱۳۵۸ به‌عنوان یکی از آثار ملی ایران به ثبت رسیده است. در سال ۱۳۷۲ با بستن سد بر روی رودخانه قره چای که به سد ساوه معروف است متأسفانه این منطقه بدون کاوش‌های باستانی به زیر اب رفته و در طی سال‌های اخیر با افت اب رودخانه قره چای چندین بار توسط افراد سودجو برای غارت اموال ان اقدام شده ولی به خاطر گل لای متراکم روی ان فعلاً کاری از پیش نبرده‌اند محیط این منطقه شبیه دلتا ست که نوک ان به سمت کوه وکف قاعده ان به سمت رودخانه است که نشان دهنده قلعه‌ای در این منطقه بوده و با طغیان رودخانه از بین رفته وروستا به سمت غربی این منطقه جابجا شده این روستا نیز با بستن سد نیز جابجا شده است